# Владимир Булатовић
Владимир Булатовић (Београд, 13. децембар 1979) српски је књижевник.

## Музичко образовање и рад
Дипломирао је соло певање на АЛУ, у класи проф. Љубице Живковић. Ради као наставник соло певања. Уредник је и један од идејних твораца "Урбан поп рок фестивала", музичког догађаја који окупља најталентованије младе певаче Младеновца. Хонорарно је запослен у позориштима: Мадленијанум и Позориште на Теразијама.

## Књижевно стваралаштво
Аутор је издавачке куће Партизанска књига из Кикинде. Објавио је књиге кратких прича: „Измишљено али истинито”" (2010), „Духови сатире” (2013) и „Елвира је сањала” (2015), те романе: „Капларово игралиште” (2018) и „Гранџ” (2021). Објављивао је текстове у књижевним часописама и дневним новинама: НИН, Политика, Улазница, Међај, Авангард, Екерман, Либартес. Више пута награђиван за кратке приче, које су превођене на енглески, мађарски и немачки језик.
Живи у Београду.